# Pomeni imen asteroidov: 59001–60000
Pregled pomenov imen asteroidov (malih planetov) od številke 59001 do 60000, ki jim je Središče za male planete dodelilo številko in so pozneje dobili tudi uradno ime  v skladu z dogovorjenim načinom imenovanja. Pregled je preverjen z Schmadelovim “Slovarjem imen malih planetov” (“Dictionary of Minor Planet Names”). 
Pregled pojasnjuje izvor oziroma pomen imen asteroidov, ki ga je priznala Mednarodna astronomska zveza (IAU). Nekateri asteroidi imajo imajo dodatno pojasnilo o izvoru imena, ki pa vedno ni popolnoma zanesljivo (oznaka “†” ali “‡“). 
| Ime               | Začasna oznaka | Izvor imena |
| 59001–59100       | 59001–59100    | 59001–59100 |
| ----------------- | -------------- | --- |
| 59001 Senftenberg | 1998 SZ35      | mesto Senftenberg (sedaj Žamberk), vzhodna Češka, kjer je leta 1851 Theodor Brorsen našel dva kometa in rojstni kraj češkega teologa in prirodoslovca Václava Prokopa Diviša, astronoma Augusta Seydlerja in kirurga Eduarda Alberta † ‡ |
| 59087 Maccacaro   | 1998 VT33      | Tommaso Maccacaro, italijanski astrofizik in astronom, ki se ukvarja z x-žarki † |
| 59101–59200       |                | |
| 59201–59300       |                | |
| 59239 Alhazen     | 1999 CR2       | Abu Ali al-Hasan ibn al-Haytham, srednjeveški arabski astronom, matematik, zdravnik, filozof in fizik † ‡ |
| 59301–59400       |                | |
| 59388 Monod       | 1999 FU19      | Jacques Lucien Monod, francoski molekularni biolog in dobitnik Nobelove nagrade † |
| 59390 Habermas    | 1999 FR21      | Jürgen Habermas, nemški filozof, politični znanstvenik in sociolog, član Frankfurtskega inštituta za socialne raziskave † |
| 59401–59500       |                | |
| 59417 Giocasilli  | 1999 GD1       | Giovanni Casilli, italijanski astronom-tehnik † |
| 59419 Prešov      | 1999 GE2       | mesto Prešov, vzhodna Slovaška † Arhivirano 2010-09-01 na Wayback Machine. |
| 59501–59600       |                | |
| 59601–59700       |                | |
| 59701–59800       |                | |
| 59793 Clapiès     | 1999 OD        | Jean de Clapiès (tudi Clapiez), francoski matematik, inženir, hidrograf in astronom † |
| 59800 Astropis    | 1999 PV4       | Astropis, češki astronomski časopis † Arhivirano 2010-09-01 na Wayback Machine. |
| 59801–59900       |                | |
| 59804 Dickjoyce   | 1999 RJ1       | Richard "Dick" R. Joyce, ameriški astronom † |
| 59828 Ossikar     | 1999 RU32      | Ossikar, lik iz risanke, ki jo je ustvaril nemški karikaturist Manfred Sondermann, tast odkritelja † |
| 59830 Reynek      | 1999 RE33      | Bohuslav Reynek, češki pesnik in umetnik grafike † ‡ |
| 59833 Danimatter  | 1999 RZ36      | Daniel Matter, francoski ljubiteljski astronom, prijatelj odkritelja † ‡ |
| 59901–60000       |                | |
| 60000 Miminko     | 1999 TZ3       | "Miminko", češka beseda, ki predstavlja preprostost v začetku človeškega življenja † |

| Predhodnik: 58001–59000 | Pomeni imen asteroidov Seznam asteroidov (59001-59250) Seznam asteroidov (59251-59500) Seznam asteroidov (59501-59750) Seznam asteroidov (59751-60000) | Naslednik: 60001–61000 |